# William Celestino da Silva
William Celestino da Silva, meglio noto come William (Rio de Janeiro, 25 maggio 1989), è un calciatore brasiliano, difensore del São-Carlense.

## Carriera

### Club
In carriera ha giocato 7 partite nelle coppe europee, di cui 4 per la Champions League (nei turni preliminari) e 3 per l'Europa League (di cui due nei turni preliminari), tutte con lo Sheriff Tiraspol.

## Palmarès

### Club
- Supercoppa di Moldavia: 1

Sheriff Tiraspol: 2013